# YIIK: ポストモダンRPG
『YIIK: ポストモダンRPG』（ワイツーケイ ポストモダンアールピージー、原題：YIIK: A Postmodern RPG）は、アメリカのインディーゲームスタジオAckk Studiosが開発しYsbryd Gamesより発売されたRPG。

## 概要
Y2K問題（2000年問題）により世界が滅ぶとの噂がくすぶる1999年のアメリカを舞台に主人公のアレックスなど様々な事情を抱える若者たちが集い、アレックスの前から突如姿を消した女性・サミーの捜索、謎の生命体「ソウルサバイバー」を巡る戦い、さらには世界滅亡の運命に立ち向かう様が描かれる。物語の中では、インターネット上で流布される恐怖画像（いわゆるクリーピーパスタ）や、パラレルワールド、異世界への転生・転移などが題材として扱われ、グラフィックや台詞周りでは抽象的な表現や概念が多用されている。なお、タイトルが「Y2K」ではなくローマ数字を用いた「YIIK」表記である理由について、本作のディレクター・シナリオライター・作曲者のAndrew Allansonは「RPGの壮大さを出したいと考えた時に、ローマ数字のIIのほうがインパクトがあると感じた」と語っている。
本作の作風は、任天堂が発売していたRPGの『MOTHER』シリーズ、特に、2000年に開発中止となったNINTENDO 64用ソフト『MOTHER3 豚王の最期』から主に影響を受けており、発売されていればどのようになっていたかとの話し合いを経たのち、自分達が手掛ける3Dの『MOTHER』スタイルのゲームとして2014年1月より開発が始まった。また、物語作りに大きな影響を与えた作品として、Allansonは、村上春樹の小説『ねじまき鳥クロニクル』とトマス・ピンチョンの小説『LAヴァイス』を挙げている。

## システム
フィールドやダンジョンにおけるゲームの進め方は一般的なRPGと同様で、一部箇所では後述のスキルを活用しながら進む場面もある。敵との遭遇は、フィールドではランダムエンカウント、ダンジョンではシンボルエンカウントの方式をとっているが、敵の出現数はシナリオの区切りごとに上限があり、全て倒すとシナリオが進むまでそれ以上出現しなくなる。
敵との戦闘シーンでは、ほぼ全ての行動の際にミニゲームを行うことになる。味方側の攻撃時のミニゲーム内容はキャラクターや使用技ごとに異なり、通常攻撃ではタイミングよく目押しすることでダメージを与えるミニゲームを、通常攻撃以外ではアクションゲーム要素のあるミニゲームを行う。一方、敵側の攻撃を受ける時にも目押しのミニゲームを行い、タイミングによってダメージ軽減または回避を行うことができる。ミニゲーム中に動くカーソルは、防御姿勢をとっている時と画面上に表示されている「タイムエネルギー」のゲージの消費時に速度を遅らせることができる。このゲージは、設定を変更することでゲージを減らさず無制限で使用できるようになる。なお、PC版向けに2021年1月14日に配信され他のプラットフォーム向けにも順次配信されたアップデートバージョン1.25では簡略化されたミニゲームがデフォルトとなり以前のミニゲームも選択可能という方式になった。
敵を倒すと経験値を得られるが、その場ではレベルが上がらず、街中などにある電話を通じて行ける「マインドダンジョン」と呼ばれる空間の中でレベルアップを行う。このマインドダンジョンは、溜めた経験値を特定個所で消費することで先に進めるという形式になっており、この際に仲間たちがレベルアップしステータス上昇や新たな能力の習得が行われる。アレックスに限り、レベルアップ時に上昇するステータスをある程度自由に決めることができる。
バージョン1.25より、敵味方双方に属性要素（金、火、水、木、土、ワイルドカード（後述））が追加され、属性の相性により与ダメージに変化が現れるようになった。

## スキル
- パンダ - パンダを召喚し床上のスイッチに乗せる重石や離れた地形へ渡る際の足場などに利用する。
- ダリ - ネコの「ダリ」を前方に発射し、離れた場所にある仕掛けの作動や宝箱内アイテムの取得を行う。
- アンプ - 轟音を鳴らし岩やもろい壁を破壊する。
- スケートボード - 地上を高速で走行し、特定箇所のジャンプ台を利用すると長距離を飛ぶことができる。ただし、走行中は方向転換できず、障害物にぶつかるまで止まらない。
- ヘアウィップ - 長い前髪を振り回し低木を切り倒す。
- モンスターホイッスル - どくろマークのある場所で音を鳴らすと敵が出現する。
- フレイムスロワー - 前方に炎を噴射し、燭台に灯をともしたり特定の場所にあるろうそく型のオブジェを溶かしたりできる。

## 用語
マインドダンジョン (Mind Dungeon)
人間の心を解放することで形成される精神世界。登場人物の一人・ヴェラは「形而上的空間」（metaphysical space）と表現している。
前述のマインドダンジョンはアレックスのもので、内部ではマーリーン（Marlene）と名乗るカラスが導き、特定の階層では人形の姿をした人物が言葉を投げかける。
物語の進行により、アレックスのもの以外のマインドダンジョンも登場する。
ソウルスペース (Soul Space)
人間の肉体から離脱した魂が漂う空間。魂は現実からの逃避を強く願うことにより体から離れるとされている。
物語の中では、主要な舞台となる世界のほかに様々な別次元の世界が存在しており、そこでは別の自分が別の人生を歩んでいる（例えば、別次元には別のアレックスが存在する）。そうした各次元の自分は、ソウルスペースにおいては同じ一つの魂に属している。
ソウルサバイバー (Soul Survivor)
人型の怪物で、人間の肉体から離脱した魂が視覚化された姿。「エンティティ」（Entity）とも呼ばれる。アレックスは「星の怪物」（star creature）と表現している。
本来は別次元に存在していたが、所属する世界が破壊されたことで脱出し、別の自分が存在する次元に入り込んで留まり続け肉体を得ようとしている。
なお、ソウルサバイバーとの戦闘時にヴェラの技「バニッシュ」（Vanish）を用いて戦場から追放すると、ソウルサバイバーはアレックスのマインドダンジョンに転送され通路を塞ぐことになる。

## 主な登場人物

### 仲間キャラクター
各キャラクターの攻撃方法についてはバージョン1.25以前より用いられていたものを記述している。
アレックス (Alex Eggleston)
声：クリス・ニオシ
フランクトン（Frankton）出身の20代の青年。眼鏡を掛け口髭と顎鬚を蓄えた風貌で、自身の赤毛を他人に指摘されるのを嫌う。利己主義的な言動が目立ち周囲から度々注意される。バージョン1.25以降の属性は金。
大学を卒業して故郷に戻るも定職に就かず街中をうろついていたところ街の一角で迷い猫を見つけ、その後を追ううちに辿り着いた廃工場で謎の女性サミー（Sammy）と遭遇、この出来事により人生の大きな転機を迎えることになる。
武器はレコード盤。基本攻撃では、回転するレコード盤の色つき部分がレコードプレーヤーの針の部分を通過するタイミングでコントローラボタンを押すことによりコンボが繋がる。
作品内ではアレックスの独白シーンが頻出するが、バージョン1.25より独白シーンを減らすかどうかを選択できるシステムが追加された。
セミ・パク (Semi Pak)
声：Kelley Nicole Dugan
廃工場で暮らしていると主張する女性。自身ではサミーと名乗る。アレックスが「サルバドール・ダリみたい」と評する奇妙な髭を持つ雌猫・ダリ（Dali）を飼っている。バージョン1.25以降の属性は水。
アレックスとしばらく行動を共にし廃工場内のエレベーターに乗り込んだところ、突然ソウルサバイバーが現れ異空間へさらわれてしまう。その後、誘拐の様子を収めたとされる動画（アニメーションGIF）が同日の夜にインターネット上にアップロードされ、しばらく月日が経過してからは、「セミ・パク」の名が刻まれた墓がアレックスの自宅周辺に唐突に設営されたり、遺体が発見されたとの報道がなされたりするが、それらが本人のものかどうかははっきりしない。
武器はダリ。基本攻撃では、コントローラのスティックを手前に倒した後にタイミングよく離すことで攻撃成功となる。
マイケル (Michael K.)
声：クリフォード・チェイピン
フランクトンに在住する男子学生。陰謀説や超常現象などの話題を扱う電子掲示板「ONISM1999」の創設者・管理人。アレックスとは以前から面識がある。バージョン1.25以降の属性は火。
ONISM1999でも話題となった前述の動画の場所をアレックスが訪れていたことを知って以降、真相解明のためアレックスに同行する。物語の後半では、ソウルスペースに入り別次元のマイケルの人生を体験したことで悟りを開いて人格が大きく変化し「プロト＝マイケル」（Proto-Michael）となる。
武器はカメラ。基本攻撃では、画面上に伸びる写真フィルムの上に次々と表示されるボタンマークに対応するコントローラボタンを押していくことでコンボが繋がる。
ヴェラ・ワイルド (Vella Wilde)
声：Melanie Ehrlich
フランクトンのゲームセンターで勤務している女性。バージョン1.25以降の属性は水。
不思議な能力を持つ女の子がいるとの噂を聞きつけて自身のもとを訪れたアレックスたちを盗撮犯と勘違いし撃退するが、アレックスたちが廃工場で起きた出来事を話すと自身がかつてソウルサバイバーと出会った経験について語り始め、後に仲間に加わる。
ヴェラは元々は別次元に存在していた人物である。元の世界のヴェラは、幼少期に天才ミュージシャンとして持て囃されるも十代初めにピークを越えて以降見向きされなくなっていた。そうした中、1996年5月22日、ギタリストの男性と恋に落ちた事を機に自信を取り戻し音楽活動を再開する。しかし、1997年5月22日、彼は存在を伏せていた娘と共にヴィラのもとを去り、1998年5月22日には娘ではない若い女性と仲良くしている姿を見せる。失意の中、ヴェラは世界からの逃避を強く願い続けたことで心が肉体を離れてソウルスペースを漂い、後に現在の世界へ辿り着いた。なお、この彼は元の世界におけるアレックスであることが後述のエッセンシア2000により示唆されている。
武器は楽器のキーボード。基本攻撃の方法はサミーとほぼ同じだが、装備する武器の種類により、対応するコントローラボタンを押す操作が加わる。
ローリー (Rory Mancer)
声：Andrew Fayette
ウインドタウン（Wind Town）在住の青年。バージョン1.25以降の属性は木。
妹のキャリー（Carrie）の失踪情報をONISM1999に投稿しアレックスたちに捜索協力を求めるが、その後、キャリーが2週間以上前に既に自死していたことを告白する。それを聞き嘘をつかれたと憤慨するアレックスの無神経な言葉により距離を置くが後に和解し、アレックスたちと行動を共にする。
武器は主張が記されたプラカード。他の仲間をかばう行動や援助する技、敵の能力を下げる技を用いる。バージョン1.25より全員を一度にかばえるようになりカウンターの効果も付与された。
クラウディオ (Claudio Unkrich)
声：Anthony Sardinha
各地に展開しているレコード販売チェーン店「レコードストップ」（Record Stop）のオーナーを務める青年。フラッグタウン（Flag Town）にある本店で店番に立っている。ONISM1999の常連。自身が黒人であることを皮肉った人種ジョークを口にすることもある。バージョン1.25以降の属性は土。
後にヴェラの曲であると判明する希少レコード「ミスティカル・アルティマLPレジェンド」（Mystical Ultima LP Legend）を探していたアレックスに協力する。アレックスからサミーの事件の話を聞き、1985年に当時4歳の弟アーロン（Aaron）が失踪して以来戻ってこない自身の境遇と重ね合わせる。
1977年に日本で制作開始され1985年よりアメリカで公開された（という作中設定の架空の）アニメ『魔法少女 春の姉妹』（Mahou Shoujo Haru No Shimai）の大ファンで、登場する女性キャラクターたちの絵がプリントされたシャツを着用している。
武器は木刀とフットバッグ。基本攻撃では、画面上に表示される刀の鞘の上を動くバーを所定のエリアで止めることで攻撃成功となり、ベストタイミングの時は敵全員に攻撃する。
ショーンドラ (Chondra Unkrich)
声：Michaela Laws
クラウディオの妹。バージョン1.25以降の属性はワイルドカード。この属性は戦闘中に選択したショーンドラのポーズに依存するもので、「ワイルドボーズ」「デビルポーズ」ではターンごとに変化し、「ストロングポーズ」では攻撃を受けた敵の属性となる。
クラウディオと共にレコード探しの旅に加わる。陽気な態度で周囲と接するが、一方で、双子の弟アーロンの捜索に本腰を入れない公的機関に対して黒人差別の意図を感じ取り憤る一面も見せる。
物語の第4章での本人談によると、着用しているオーバーオールは家族旅行で北海道中標津町を訪れた際にできた友達から帰国前日にプレゼントされたものとのこと。
武器はフラフープ。基本攻撃では、フラフープとともに回転する指のマークが左右のボタンマーク部分に来るタイミングに合わせてコントローラの対応ボタンを押すことでコンボが繋がる。
エッセンシア2000 (The Essentia 2000)
声：Melanie Ehrlich
プラスチック製の女性型アンドロイド。ソウルスペースの存在を発見したスウェーデンの女性物理学者ナイラ・エル＝アミン（Naila El-Amin）により開発が始められ、ロシアの女性ウラジミラ・テサール（Vladimira Tesar）が引き継いで1993年の冬に完成させた。
精気の無い状態でベッドに横たわる様子がアレックスの見る夢の中で度々現れていたが、地域の商業施設の駐車場に停めてあったバンの中にいたところを発見され、以降、アレックスたちに対し指南や提言を行う。
サミーやヴェラをはじめ数多くの魂を含有した存在で、全次元における対応人物の記憶をほぼ全て保持している。また、全次元のアレックスと何らかの関わりがあり、アレックスに全幅の信頼を寄せている。なお、ヴェラが別次元から転移してきたのは、サミーが世界を去ったことでスペースが空いたため、エッセンシア2000がソウルスペースにいたヴェラを空きスペースに入れ込んだことによるもの。
武器は機械仕掛けの大剣「アームキャノン」（Arm Cannon）。仲間の基本攻撃の中で唯一、ソウルサバイバーに対してダメージを与えることができる。通常攻撃では、円盤状の剣先で回転する方位磁針の針に似たものが色つきの場所を指すタイミングで押すことでコンボが繋がる。
他のキャラクターは被ダメージ時に減る「HP」と特殊技使用時に消費する「PP」の2つのパラメータがあるが、エッセンシア2000のみ両方を統合した「EN」のパラメータを用い、0になると5ターンの間行動不能となる。また、通常の回復アイテムは受け付けずアイテムの「乾電池」のみで回復するほか、「チャージ」コマンドを使用すると1ターン行動不能になったあとENを一定量回復した状態で復帰する。

### その他のキャラクター
プロト＝アレックス (Proto-Alex)
各次元の世界を滅亡させようとする存在の総称。その多くはアレックスに酷似した姿をしている。
物語終盤に現れるプロト＝アレックスは黒髪で無精ひげを生やす顔立ちをしており、上半身は何も身に着けずジーンズをはいた姿で玉座に腰かけている。終始軽薄な口調を用い、アレックスとプロト＝アレックス、そして後述のエッセンシア995は同じ存在だが自分が優位に立っていると主張する。
なお、2018年の時点でAckk Studiosが公開していた情報では、終盤のプロト＝アレックスに似た「Wilfrid」という人物が登場するサイドストーリーが第2章のどこかに収まるという説明がある。
エッセンシア995 (The Essentia 995)
声：Cait Powers-Page
終盤のプロト＝アレックスの傍で玉座に腰かける存在。顔立ちはエッセンシア2000と似ているが、上半身にはアレックスが着ているようなチェック柄の上着を身に着けショートパンツとスニーカーをはいている。
プロト＝アレックスが優位に立っている状況が気に食わず、アレックスに対してプロト＝アレックスを倒すよう懇願する。そして、サミー失踪以降の全ての出来事は、サミーのことを思うアレックスの感情を利用してアレックスを自分のもとに寄越すために創り上げた虚構だったと白状する。
アレックスとの交渉が決裂した後、エッセンシア995とプロト＝アレックスの体が絡み合ったような姿の「ねじれた存在」（The Twisted Beings）と化し、アレックスと最終決戦を行う。

## 挿入歌
The Machine and the Crow
作詞・作曲：Andrew Allanson、歌：丸山ミカ
Break Away
作詞：Niko Tsakalakos、作曲：Andrew Allanson、歌：丸山ミカ
Years to Come
作詞：Tony Manfredonia、作曲：Tony Manfredonia, Andrew Allanson, Jose Alfaro、歌：Niko Tsakalakos
Puzzle Pieces
作詞：Tony Manfredonia、作曲：Andrew Allanson, Calum Bowen, Tony Manfredonia、歌：Niko Tsakalakos
Chance Traveler
作詞：丸山ミカ、作曲：Vella Wilde（Calum Bowen）、歌：丸山ミカ
All These Little Eyes
作詞：Niko Tsakalakos、作曲：Andrew Allanson、歌：Sam Stilwell ft. Naked Hugs

## 備考
作品内のテキストの一部において村上春樹の小説『アフターダーク』の一文が盗用されていると海外メディアを中心に取りざたされた。これに対しAckk Gamesは、本作を制作するうえで強い影響を受けた村上春樹に敬意を表する一つの形として引用したと語っている。なお、バージョン1.25より本作が参照している作品名のリストが表示されるようになったが、ここに『アフターダーク』も含まれている。